# 地下鐵 (電影)
《地下鐵》，是一部華語電影，由馬偉豪導演，首映於2003年，原著來自幾米的同名繪本《地下鐵》。
地下鐵電影的故事分為兩個，粵語及國語各一，前者由楊千嬅及梁朝偉當男女主角，後者由張震飾演一位青年。 

## 劇情
地下鐵電影故事描寫友誼及愛情，角色中沒有壞人，只有梁朝偉飾演的婚姻介紹所創辦人，他的性格有較多問題、自尊心重、愛說謊，也不失是個好人。

## 演員
| 演員   | 飾演主角               |
| 梁朝偉 | 婚姻事務所老闆- 何旭明 |
| 楊千嬅 | 盲女- 張海約           |
| 葛民輝 | 大哥星                 |
| 范植偉 | 天使                   |
| 黃婉君 | 安琪兒                 |
| 董潔   | 董玲                   |
| 張震   | 鐘程                   |
| 林雪   | 海約的爸爸             |
| 方力申 | 阿能                   |
| 徐天佑 | 阿發                   |
| 森美   | 阿朗                   |
| 桂綸鎂 | 鐘程單戀的對象- 鎂鎂   |
| 鄒凱光 | 大隻強                 |
| 黃婉伶 | 安琪                   |
| 陳達志 |                        |
| 陳萬雷 | 雷叔                   |
| 宋陽華 | 上海地鐵老伯           |

## 原聲帶
1. 地下鐵：黃義達
2. 迷宮：梁朝偉、楊千嬅
3. 開始
4. 序曲
5. 天使之歌
6. Tout va Bien
7. 詠歎曲
8. Quest-ce que je peux faire?
9. 放音樂
10. 快樂時光
11. 巧克力
12. 離開
13. 地下鐵
14. 張開你的眼睛
15. 你
16. 耶誕晚餐
17. 地下鐵：蕭亞軒
18. 幸運列車
19. 星之碎片：梁朝偉、楊千嬅

## 提名
| 年份 | 頒獎典禮              | 獎項               | 作品       | 角色          | 結果 |
| ---- | --------------------- | ------------------ | ---------- | ------------- | ---- |
| 2004 | 第9屆香港電影金紫荊獎 | 最佳女主角         | 《地下鐵》 | 楊千嬅 張海約 | 提名 |
| 2004 | 第4屆華語電影傳媒大獎 | 港台最受欢迎女演员 | 《地下鐵》 | 楊千嬅 張海約 | 提名 |

## 外部連結
- Yahoo奇摩電影上《地下鐵》的資料（繁體中文）
- 開眼電影網上《地下鐵》的資料（繁體中文）
- 豆瓣电影上《地下鐵》的資料 （简体中文）
- 时光网上《地下鐵》的資料（简体中文）
- AllMovie上《地下鐵》的资料（英文）
- 爛番茄上《地下鐵》的資料（英文）
- 香港影庫上《地下鐵》的資料（繁體中文）
- 互联网电影数据库（IMDb）上《地下鐵》的资料（英文）